# Handful of Rain
A Handful of Rain az amerikai Savatage 1994-ben megjelent nagylemeze, mely az Atlantic Records és a WEA gondozásában jelent meg, Paul O’Neill és Jon Oliva produceri közreműködésével. Ez az első Savatage album, melyen már nem Criss Oliva gitározik. Helyére Alex Skolnick került, aki korábban a Testament tagja volt. A gyakran sötét hangulatú dalok a zenekar tagjainak gyászát fejezik ki, a tragikusan elhunyt Criss Oliva iránt. Az
Alone You Breathe Criss emlékére íródott, annak ellenére, hogy a dal a szó szoros értelmében nem róla szól. A dal erősen hasonlít a Streets: A Rock Opera lemezen szerepelt Believe dalra. A Chance című dal volt az első alkalom, hogy a zenekar többszólamú vokálokkal dolgozott. Ez a megoldás a későbbi lemezeiken visszatérő momentummá vált.
A dal Chiune Sugihara japán diplomatáról szól, aki több ezer zsidó életét mentette meg a második világháborúban.
A Castles Burning Giovanni Falcone olasz származású bírónak állít emléket, akit 1992-ben ölt meg a maffia. Videóklip a címadó dalhoz készült.
A zenekari felállásban jelentős változások történtek az album elkészítése folyamán. A dobos Steve Wacholz ekkoriban hagyta el a zenekart, ő már az albumon sem játszott, habár a borítón még szerepelt a neve. Johnny Lee Middleton Criss halálát követően képtelen volt a stúdiómunkára koncentrálni, ezért a basszustémákat Jon Oliva játszotta fel. Ennek ellenére Middleton nevét is feltüntették a borítón, aki a lemezbemutató turnén már ismét aktív tagja volt a zenekarnak. Ekkor csatlakozott az együtteshez Jeff Plate dobos, de ő csak a Dead Winter Dead album idején lett hivatalos tag.
A lemezt népszerűsítő turné japán állomását rögzítették, ami Japan Live '94 címmel jelent meg CD és VHS videókazetta formátumban.

## Az album dalai
1. "Taunting Cobras" – 3:21
2. "Handful of Rain" – 5:01
3. "Chance"  – 7:50
4. "Stare into the Sun" – 4:43
5. "Castles Burning" – 4:39
6. "Visions" (Instrumental) – 1:25
7. "Watching You Fall" – 5:20
8. "Nothing's Going On" – 4:09
9. "Symmetry" – 5:04
10. "Alone You Breathe" – 7:30

Az 1997-es újrakiadás bónusza
1. "Somewhere in Time/Alone You Breathe" (akusztikus változat) – 4:38

A 2002-es újrakiadás bónuszai
1. "Chance" (rádiós változat) – 4:50
2. "Alone You Breathe" (akusztikus változat) – 4:38

## Közreműködők
- Zachary Stevens – ének
- Alex Skolnick – szólógitár
- Jon Oliva – ritmusgitár, basszusgitár, billentyűs hangszerek, dob

## A lemezbemutató turné felállása
- Zachary Stevens – ének
- Alex Skolnick – szólógitár
- Jon Oliva – ritmusgitár, billentyűs hangszerek, ének
- Johnny Lee Middleton – basszusgitár
- Jeff Plate – dob